# Acide téflique
L'acide téflique est un composé chimique de formule HOTeF5. C'est un acide fort apparenté à l'acide tellurique Te(OH)6. Sa molécule présente une géométrie octaédrique légèrement déformée.

## Préparation
L'acide téflique a été découvert par inadvertance en tentant de synthétiser du fluorure de telluryle TeO2F2 à partir de tellurate de baryum BaTeO4 et d'acide fluorosulfurique HSO3F, réaction qui donna un mélange de composés telluriques volatils, parmi lesquels environ un quart d'acide téflique, :
BaTeO4 + 10 HSO3F → HOTeF5 (25 %) ;
BaO2Te(OH)4 + 5 HSO3F → HOTeF5 + 4 H2SO4 + BaSO4.
C'est le premier produit de l'hydrolyse de l'hexafluorure de tellure TeF6 :
TeF6 + H2O → HOTeF5 + HF.

## Téflates
La base conjuguée de l'acide téflique est l'anion téflate F5TeO−, à ne pas confondre avec l'anion triflate CF3SO3−. On connaît de nombreux téflates, comme le composé B(OTeF5)3 et l'anhydride d'acide O(TeF5)2. La pyrolyse du composé de bore donne le dimère (TeF4O)2 :
2 B(OTeF5)3 → 2 B(OTeF5)2F + (OTeF4)2.
L'anion téflate est connu pour résister à l'oxydation. Cette propriété permet la préparation de plusieurs espèces très inhabituelles telles que l'hexatéflate M(OTeF5)6−, où M = As, Sb ou Bi. Le xénon forme le cation Xe(OTeF5)+.